# Olenecamptus duodilloni
Olenecamptus duodilloni là một loài bọ cánh cứng trong họ Cerambycidae.